# Hard Core Logo
Hard Core Logo és un fals documental canadenc dirigit el 1996 per Bruce Mcdonald, a partir d'un guió de Noel Baker. Es tracta d'una adaptació d'un llibre de Michael Turner del mateix nom. El tema central és el punk rock. Alguns han comparat aquesta pel·lícula a una versió punk de This Is Espinal Tap. El cantant Joe Dick és interpretat per Hugh Dillon, llavors cantant del grup rock The Headstones. El guitarrista Callum Keith Rennie es diu Billy Tallent, nom reprès per Billy Talent, un grup de punk rock abans anomenat Pezz.